# O Ateneu
O Ateneu é um romance do escritor brasileiro Raul Pompeia, considerado como o único exemplar de romance impressionista na literatura brasileira.
Publicado pela primeira vez em 1888, o livro conta a história de Sérgio, um menino que é enviado para um colégio agropecuário renomado na cidade do Rio de Janeiro, denominado Ateneu. Comandado pelo diretor Aristarco, o colégio mantém regras rígidas e princípios da aristocracia da época. A obra critica a sociedade brasileira do final do século XIX, tomando como metáfora o Ateneu, seu reflexo, um lugar onde vence sempre o mais forte.
Consta que a inspiração de Pompéia para escrever o romance foi sua experiência como estudante do Colégio Abílio, um dos mais renomados do Rio de Janeiro, que ficava na rua Ipiranga, em Laranjeiras.

## Enredo
A história é narrada pelo personagem principal, Sérgio, já adulto, em primeira pessoa e de forma não linear. O livro inicia-se com os primeiros contatos de Sérgio com o Ateneu, colégio interno no qual o seu pai o matricula, ainda mesmo antes de passar pela entrevista de admissão do rígido, mas aparentemente afável, diretor do estabelecimento, Aristarco. A entrada de Sérgio no Ateneu representa, para o próprio, a passagem para a maturidade, por conta de seu afastamento dos pais, sobretudo dos carinhos e da proteção materna. Antes disso, cursara apenas algumas aulas num externato familiar e tivera aulas com um preceptor.
O Ateneu era uma instituição de ensino para filhos de famílias abastadas, ainda que admitisse alguns alunos pelas vias da caridade. Por isso, seus educandos representavam "a fina flor da mocidade brasileira", recebendo alunos de diversos estados brasileiros que eram enviados à corte e ao estabelecimento de Aristarco por conta da fama do pedagogo e dos livros que este enviava a todos os cantos do país à guisa de propaganda de sua instituição. Localizava-se no bairro do Rio Comprido, que teve sua urbanização iniciada em 1812 e já no século XIX recebeu uma pequena leva de imigrantes italianos, depois de ter sido usada como área de cultivo da cana-de-açúcar (século XVII) e do café (século XVIII e século XIX).
Antes de sua matrícula, Sérgio e o pai foram recebidos por Aristarco em sua residência, a qual se localizava ao lado do Ateneu. Nesta ocasião, Sérgio conhece D. Ema, a única pessoa que lhe iria tratar com candura desinteressada em seus anos no Ateneu e por quem irá nutrir uma paixão platônica. No primeiro dia de aula, Sérgio foi recebido na sala do professor, e vislumbra as diferenças na recepção dada pelo professor aos alunos, de acordo com o grau de importância de sua família. Após se despedir do pai, Sérgio sentiu-se deslocado, mas foi de imediato recomendado pelo professor, Mânlio, a Rebelo, que lhe deu, então, inúmeras recomendações sobre o "microcosmo" do Ateneu. A narrativa, então, faz uma pausa para uma descrição de alguns dos primeiros colegas de classe de Sérgio, com destaque para o Sanches, o primeiro da turma, de quem Sérgio iria se aproximar mais adiante. Conheceu também outros alunos do Ateneu, como o Franco, sempre usado por Aristarco como exemplo negativo e, por conta disso, continuamente humilhado.
Na primeira aula, ao ser chamado pelo professor Mânlio ao quadro, Sérgio sofreu um desmaio e é levado para a rouparia, onde vê por acaso um exemplar de folheto obsceno. Depois do vexame do desmaio, começa a sofrer bullying por parte de Barbalho, com quem tem sua primeira briga. Ao final deste primeiro dia de aulas, Sérgio sentiu que seus ideais de camaradagem, de crescimento pelo conhecimento, de grandeza moral despertados pelos eventos que assistira antes de entrar no Ateneu dificilmente seriam aplicáveis àquela realidade.
Sérgio forja uma amizade com Sanches, após ele o ter salvo de um afogamento. Sérgio viu em Sanches um protetor e uma companhia vantajosa em termos acadêmicos, já que este último era o primeiro da classe. Com o tempo, contudo, Sanches forçou uma aproximação, insinuando-se para Sérgio, que o repeliu; isso fez com que Sanches se tornasse inimigo de Sérgio e, como vigilante que era, ele começou a usar sua ascendência como tal para prejudicar e ferir Sérgio.
O episódio com o Sanches fez com que Sérgio se tornasse de bom aluno a um dos que frequentavam o temido "livro de notas" de Aristarco, no qual os professores anotavam as supostas indisciplinas dos alunos faltosos, as quais sempre rendiam humilhações públicas comandadas por Aristarco por ocasião das refeições. Ele converteu-se também em religioso, mas para uma espécie de religiosidade particular, mística, sem respaldo dos sacramentos católicos. 
Após uma terrível traquinagem de Franco, um dos alunos que despreza o Ateneu, que, por sorte, não rendera frutos, Sérgio decidiu-se por se tornar independente, sobretudo depois de uma breve aproximação com o Barreto, um aluno beato para quem a religião girava em torno de um sem-número de objetos de adoração e dos castigos do inferno guardados para os pecadores – uma religiosidade que fez apagar as últimas chamas de fervor de Sérgio. Tornou-se, depois de uma visita ao pai, na qual lhe contou a "verdade" sobre o Ateneu, mais altivo e independente e, por isso, angariou a animosidade de muitos.
Enrola-se na escola um novo aluno, Nearco, filho de uma nobre família pernambucana e atleta valoroso, além de excelente orador, destacado no grêmio literário do colégio, chamado "Grêmio Amor ao Saber". Nas reuniões do tal grêmio, Sérgio comparecia como simples assistente e, como a agremiação possuía farta biblioteca, Sérgio travou amizade com o Bento Alves, um aluno gaúcho, mais velho que ele e que trabalhava como bibliotecário. Os dois rapazes aproximaram-se bastante; Sérgio assim o permitiu, e logo a proximidade entre ele e o Bento Alves começou a surgir como tópico de conversa no Ateneu. Paralelamente a estes fatos, ocorre um assassinato passional nas dependências da escola: um jardineiro mata, a facadas, um outro funcionário, por amor a uma mulher, Ângela, uma espanhola que trabalhava em casa de Aristarco e D. Ema.
Sérgio narra, então, os exames primários e a ocorrência de uma exposição artística: aí o narrador fala dos passeios e jornadas programados por Aristarco, em especial de um jantar no Jardim Botânico. Bento Alves, que no início do ano mostra-se amoroso com Sérgio, voltou-se contra este e espancou-o sem maiores explicações; Sérgio reagiu e, no calor da briga, acaba por agredir também Aristarco, que surgiu a tempo de apartar os dois alunos. Há, a seguir, a revelação pelo diretor da descoberta de um caso de "amor" entre dois alunos, feita a partir de uma carta encontrada por um dos inspetores na qual Cândido – que no bilhete assina como "Cândida" – aceita um convite de outro aluno, Emílio e Aristarco decide humilhar os dois rapazes publicamente. Em seguida ao evento, alunos amotinam-se contra Silvino, um inspetor que resolveu humilhar Franco sem razão aparente, e o motim de alunos é motivo de escândalo do diretor que, no entanto, por razões econômicas – para não perder os alunos – resolveu amainar a situação, conversando mansamente com os alunos e colocando "panos quentes" no assunto.
Sérgio conquistou um amigo verdadeiro, Egbert, de origem inglesa, com quem o narrador construiu uma amizade sem interesses, com quem compartilhou o amor ao saber e arriscou-se a escrever seus primeiros versos. Com Egbert, foi também a um jantar na casa de Aristarco, por conta de terem se destacado nos estudos, e teve a oportunidade de rever D. Ema, que o reconheceu.
Chegaram, então, os tempos dos exames na secretaria de Instrução Pública. À época, Sérgio já dormia no alojamento dos alunos maiores, onde viveu um ambiente mais "adulto" e, também, mais propício para novas peripécias, como a de espiar o sono do inspetor Silvino ou entrar no grupo dos que haviam criado uma passagem secreta por uma janela para o jardim de Aristarco; por conta desta passagem é que engendra uma vingança a Rômulo, que lhe espancara no passado, deixando-o do lado de fora do prédio, no jardim do diretor, sem jeito de voltar ao alojamento. Morre o amigo Franco, vítima do sofrimento tanto em casa, quanto dos funcionários do Ateneu.
Ao término do ano letivo, os alunos cotizaram-se e mandaram erigir um busto em bronze do diretor que, orgulhoso, primeiramente se sente lisonjeado com a homenagem e, posteriormente, em insensata competição com a estátua. "O Ateneu" termina com o fim da própria instituição, consumida por um incêndio que acreditam ser criminoso, causado por um aluno recém-admitido, Américo. Aristarco viu seu patrimônio ser dilapidado pelas chamas, enquanto Sérgio, que por dias e dias estava na casa do diretor sob os cuidados de D. Ema, que demonstrou ter imenso amor maternal pelo jovem, acompanhava a derrocada final do impassível diretor.